# Mučedníci z Abitinae
Svatí Mučedníci z Abitinae je skupina 49 mužů a žen, kteří byli zabiti roku 304 za vlády císaře Diocletiana.

## Mučednictví
Tato skupina křesťanů byla zatčena za nezákonné slavení nedělní mše ve městě Abitinæ v římské provincii Africa Proconsularis.
Dne 24. února předchozího roku vydal císař Diocletianus edikt proti křesťanům, kterým nařídil aby byly zničeny jejich texty a svatyně v celé Římské říši, a zakázal jim shromažďovat se na náboženské oslavy.
Ačkoli Fundano biskup z Abitinae uposlechl edikt a předal posvátné texty úřadům, někteří křesťané se nadále ilegálně scházeli pod vedením kněze Saturnina. Tyto křesťané byli zatčeni a předvedení před místní soudce, kteří je poslali k soudu do Kartága.
Soud začal 12. února před prokonzulem Anulinem. Jeden ze skupiny byl Dativus, který byl senátorem. Když byl vyslýchán, prohlásil, že je křesťan a že se účastnil křesťanských shromáždění ale i při mučení odmítl prozradit kdo je vedl. Během výslechu obhájce Fortunatianus, bratr Victorie jedné z obžalovaných, obvinil Dativa z toho, že ji a další naivní mladé ženy podněcoval k účasti na náboženském shromáždění. Victorie ale odpověděla, že se shromáždění účastnila se svobodnou vůlí a plným vědomím. Prokonzul pozastavil mučení a zeptal se Dativa, zda se shromáždění účastnil a on svou účast potvrdil. Na otázku kdo shromáždění organizoval odpověděl: "Kněz Saturninus a my všichni". Byl odveden do vězení a zde zemřel na následky mučení.
Emeritus, který uvedl, že se v jeho domě setkali křesťané, byl dotázán, proč neuposlechl císařův rozkaz. Odpověděl: "Sine dominico non possumus" (Nemůžeme žít bez oslavy dne Páně). Měl na mysli oslavu, kterou císař postavil mimo zákon a které se rozhodli zúčastnit i za cenu mučení a rozsudku smrti.
Svatá Restituta, je někdy považována za jednu ze skupiny těchto mučedníků.
Seznam mučedníků:
- Saturninus, kněz
- Saturninus, syn Saturnina, žalmista
- Felix, syn Saturnina, žalmista
- Maria, dcera Saturnina
- Hilarion, malý syn Saturnina
- Dativus, také známý jako senátor
- Felix
- další Felix
- Emeritus, žalmista
- Ampelius, žalmista
- Benignus, malý syn Ampelia
- Rogatianus
- Quintus
- Maximianus nebo Maximus
- Telica nebo Tazelita
- další Rogatianus
- Rogatus
- Ianuarius
- Cassianus
- Victorianus
- Vincentius
- Caecilianus
- Restituta
- Prima
- Eva
- další Rogatianus
- Givalius
- Rogatus
- Pomponia
- Secunda
- Ianuaria
- Saturnina
- Martinus
- Clautus
- Felix mladší
- Margarits
- Maior
- Honorata
- Regiola
- Victorinus
- Pelusius
- Faustus
- Dacianus
- Matrona
- Caecilia
- Victoria, panna z Kartága
- Berectina
- Secunda
- Matrona
- Ianuaria